# Haus der Offiziere (Brandenburg an der Havel)

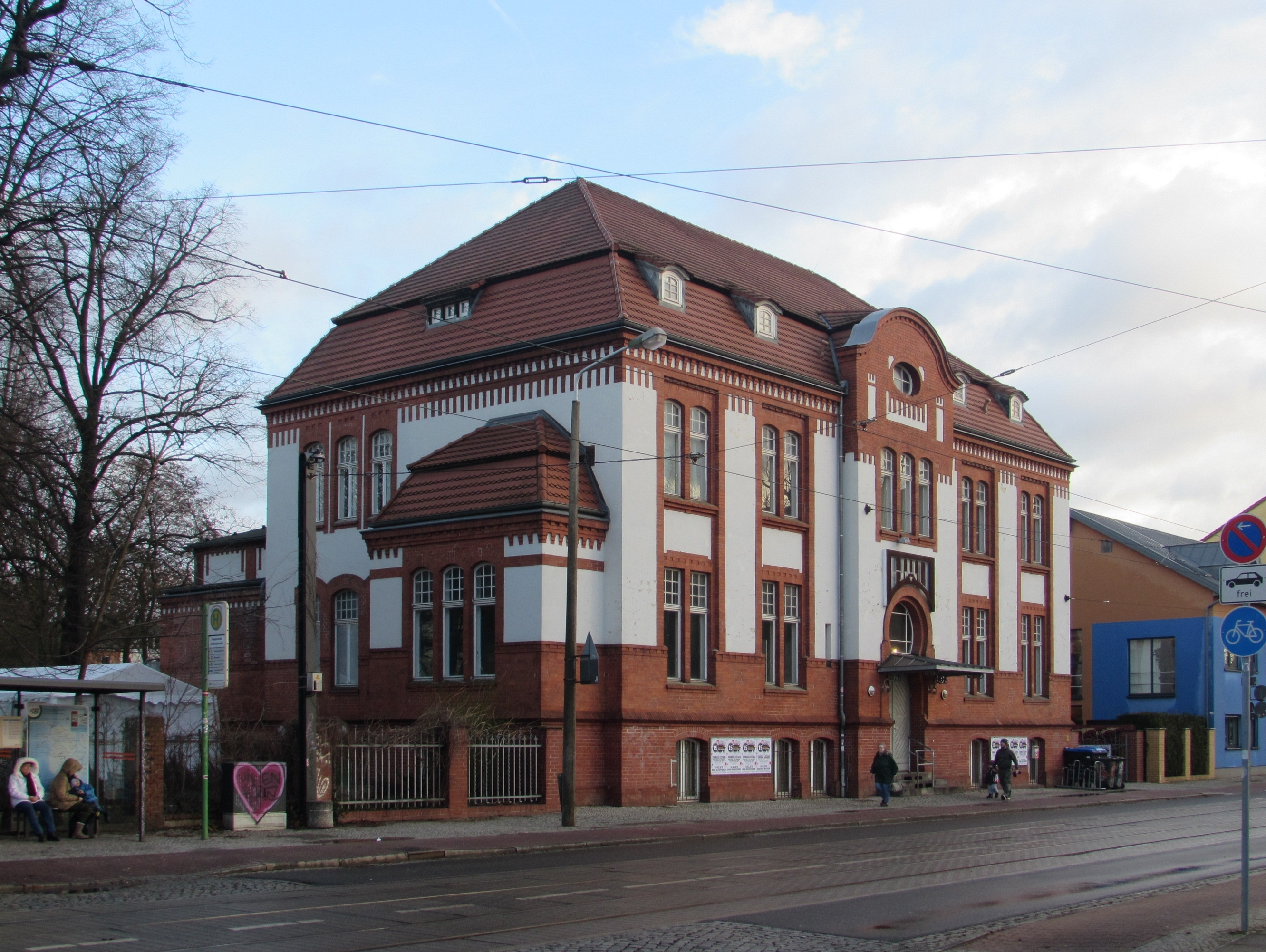
Das Haus der Offiziere an der Magdeburger Straße

Das Haus der Offiziere (HdO) ist ein Kultur-, Veranstaltungs- und Konzerthaus in der Stadt Brandenburg an der Havel. Das Gebäude ist als das Offizierskasino der ehemaligen Kürassierkaserne ein Baudenkmal. Nutzer ist die Jugendkulturfabrik (Jukufa), ein gemeinnütziger Kulturverein. Das Gebäude steht vis-a-vis der Technischen Hochschule Brandenburg in der Adresse Magdeburger Straße 15.

## Geschichte
Im Zuge eines Heeresausbaus wurde 1874 ein Regierungsbeschluss zum Bau mehrerer Kasernen in Brandenburg an der Havel gefasst. In diesem Zusammenhang wurden zahlreiche Kasernenbauten (Kürassier-, Infanterie- und Artilleriekasernen nebst Nebengebäuden) außerhalb der Altstadt Brandenburg entlang der Magdeburger Straße errichtet. So wurde in den seit den 1990er Jahren genutzten Gebäuden südlich der Tangente das Kürassier-Regiment „Kaiser Nikolaus I. von Russland“ (Brandenburgisches) Nr. 6 beheimatet. Finanziert wurden die Neubauten mit 2.275.000 Mark aus den 5 Milliarden Goldfranken umfassenden französischen Reparationszahlungen nach dem Deutsch-Französischen Krieg. Der Kürassierkaserne gegenüber wurde einige Jahrzehnte später, 1903/04, unter der Adresse Magdeburger Straße ein Offizierskasino für die Offiziere des Kürassierregimentes eröffnet. Es handelt sich um ein historistisches, neubarockes teilverputztes Backsteingebäude. Neben diesem entstand ein zweites Offizierskasino für die Artillerieoffiziere. Die Offizierskasinos waren Aufenthalts- und Speiseräumlichkeiten und kulturelle Veranstaltungsstätten für die höheren Dienstgrade.
Nach dem Ersten Weltkrieg wurde das Kürassierregiment aufgelöst. 1919 beziehungsweise 1920 gründete der Brandenburger Unternehmer Carl Reichstein mit einer Stiftungssumme von einer Million Mark die Carl-Reichstein-Stiftung. Durch diese Stiftung wurde im vormaligen Offizierskasino eine sogenannte Städtische Krüppelfürsorgestelle eingerichtet, die unter ärztlicher Betreuung stand. Weiterhin bestand in den 1920er Jahren im Haus eine Geschäftsstelle der Reichsunfallversicherung und der Nordöstlichen Eisen- & Stahlberufsgenossenschaft. Ein orthopädischer Mechaniker war ebenfalls angesiedelt. In der Weltwirtschaftskrise ging die Reichstein-Stiftung bankrott. Die Liegenschaft ging an die Stadt, die hier zunächst eine Kinderkrüppelfürsorge betrieb. Nach der Machtergreifung durch die Nationalsozialisten begannen diese, die Wehrmacht aufzubauen und das Militär wieder zu vergrößern. Brandenburg wurde wieder Garnisonsstandort. Auch das vormalige Offizierskasino wurde wieder als solches genutzt.
Nach dem Zweiten Weltkrieg bezogen Truppen der Roten Armee einen großen Teil der Kasernenanlagen, ein Teil wurde später auch durch die NVA genutzt. Das Offizierskasino wurde durch die Gruppe der Sowjetischen Streitkräfte in Deutschland genutzt und in Haus der Offiziere umbenannt.
Nach dem Abzug der russischen Streitkräfte aus Brandenburg stand das Gebäude zunächst leer. Am 23. September 1992 wurde in Brandenburg von alternativen Jugendlichen und jungen Erwachsenen die Jugendkulturfabrik als Verein gegründet. Deren Wurzeln des Vereins gingen auf Organisatoren einer linken Schülerzeitung Die Säge und einer alternativkulturellen Veranstaltungs- beziehungsweise Discoreihe Disinfected zurück. Der neu gegründete Verein versuchte zunächst im Zuge einer Hausbesetzung die Räumlichkeiten des Hauses der Offiziere unter dem Namen Hothaus nutzbar zu machen. Diese Besetzung scheiterte. Stattdessen etablierte sich der Verein zunächst und übergangsweise in Zusammenarbeit mit dem Jugendradiosender Fritz in Räumlichkeiten im Stadtteil Nord, dem sogenannten Container. Gleichzeitig fanden weiterhin Verhandlungen mit der Stadt über den Umbau und die Nutzung des HdO statt. Nach Zusage und Bereitstellung finanzieller Mittel bauten Mitglieder und Sympathisanten der Jukufa ab 1995.
Nach jahrelangem und sich immer wieder verzögerndem Umbau wurde das HdO im Jahr 2000 als soziokulturelles Zentrum eröffnet. Das Gebäude verfügt über einen großen Konzertsaal, mehrere Tanzflächen, zwei Bars und diverse Räumlichkeiten für Projektarbeiten. Im Laufe der Jahre traten zahlreiche namhafte Künstler und Bands im Haus der Offiziere auf. Regelmäßig finden Konzerte, Tanzveranstaltungen, Poetry Slams, Workshops und ähnliches statt.

## Bauwerk
Das ehemalige Offizierskasino ist ein zweistöckiger, teilweise weiß verputzter Bau. Daneben dominieren rote Klinker. Es steht traufständig zur Straße. Das überdachte Portal befindet sich in einem Mittelrisalit und ist über eine dreistufige Steintreppe zu erreichen. Oberhalb des Portals ist ein großes Ochsenauge als Fensteröffnung eingearbeitet. Der Mittelrisalit schließt nach oben mit einem Schweifgiebel ab unter dem sich ein weiteres Rundfenster befindet. Schmuckelemente in der Fassade sind Gesimse und Lisenen. Die Fenster, in der straßenseitigen Fassade im Untergeschoss Rechteckfenster, sonst meist Segmentbogenfenster, sind teilweise in größeren, zwei Stockwerke umfassenden Blenden eingearbeitet. Die Fenster sind oft paarig oder in Dreiergruppen angeordnet. Ein Traufgesims wird von schlichten Konsolen getragen. An der westlichen Außenwand befindet sich eine einstöckige Auslucht. Nach Norden ist das Gebäude einstöckig erweitert. Das Dach ist ein Mansarddach. Fensteröffnungen im Dachgeschoss sind zur Straße als Rundgauben, zu den Seiten als Schleppgauben gestaltet. Das Dach ist mit roten Biberschwänzen eingedeckt.

## Künstler (Auswahl)
Künstler, die im HdO auftraten:
- Abstürzende Brieftauben
- Antilopen Gang
- Arrested Development
- Blind Passenger
- Caliban
- Die Art
- Dr. Motte
- Einstürzende Neubauten
- Feine Sahne Fischfilet[7]
- Freddy Fischer & His Cosmic Rocktime Band
- Mark ’Oh
- Marteria
- Maroon
- Mutabor
- Ohrbooten
- Pothead
- Pro Pain
- Russkaja
- Sandow
- Tito & Tarantula
- Turbostaat